# Harald Fritzer
Harald Fritzer (* im 20. Jahrhundert in Drautal) ist ein österreichischer Koch.

## Werdegang
Fritzer war in den 1980er Jahren Schüler bei Eckart Witzigmann.
1989 eröffnete er sein Restaurant A La Carte in Klagenfurt. 1992 wurde er als Koch des Jahres vom Gault-Millau Österreich ausgezeichnet. 1999 sagte er: „Ich lege die Kochschürze ab, und ziehe sie nie wieder an“.
Dann bildete Fritzer als Diplompädagoge Köche an der Fachberufsschule für Tourismus im Warmbad Villach aus.

## Auszeichnungen
- 1992: Koch des Jahres von Gault-Millau Österreich[1][2]